# Owase (Mie)
Owase (尾鷲市 Owase-shi?) es una ciudad localizada en la prefectura de Mie, Japón. En junio de 2019 tenía una población de 16.526 habitantes y una densidad de población de 85,8 personas por km². Su área total es de 192,71 km².

## Geografía

### Municipios circundantes
- Prefectura de Mie
  - Kumano
  - Kihoku
- Prefectura de Nara
  - Kamikitayama

## Demografía
Según datos del censo japonés, la población de Owase ha disminuido en los últimos años.
| Año del censo | Población |
| ------------- | --------- |
| 1995          | 25.258    |
| 2000          | 23.683    |
| 2005          | 22.103    |
| 2010          | 20.033    |
| 2015          | 18.009    |